# Adamo ed Eva trovano il corpo di Abele
Adamo ed Eva trovano il corpo di Abele è un dipinto (32x43 cm) realizzato intorno al 1826 dal pittore William Blake. È attualmente conservato nella Tate Britain di Londra.
Il quadro raffigura Caino in fuga dopo che Adamo ed Eva lo hanno sorpreso a seppellire il cadavere di Abele morto.
Eva, china sul cadavere del figlio, ricorda le rappresentazioni della Madonna addolorata sul corpo di Gesù.